# Furcifer rhinoceratus
Furcifer rhinoceratus är en ödleart som beskrevs av Oskar Boettger 1893. Furcifer rhinoceratus ingår i släktet Furcifer och familjen kameleonter. IUCN kategoriserar arten globalt som sårbar. Inga underarter finns listade i Catalogue of Life.
Arten förekommer på nordvästra Madagaskar. Honor lägger ägg.